# Rhisnes
Rhisnes (prononcé [ʁin] ; en wallon Rénne) est une section de la commune belge de La Bruyère située en Région wallonne dans la province de Namur.
C'était une commune à part entière avant la fusion des communes de 1977.

## Toponymie
Rhisnes est issu du germanique du haut Moyen Âge rinna ou raina pouvant signifier, « cours d'eau » ou « aux limites » ou propriété de « Ragino ».

## Géographie

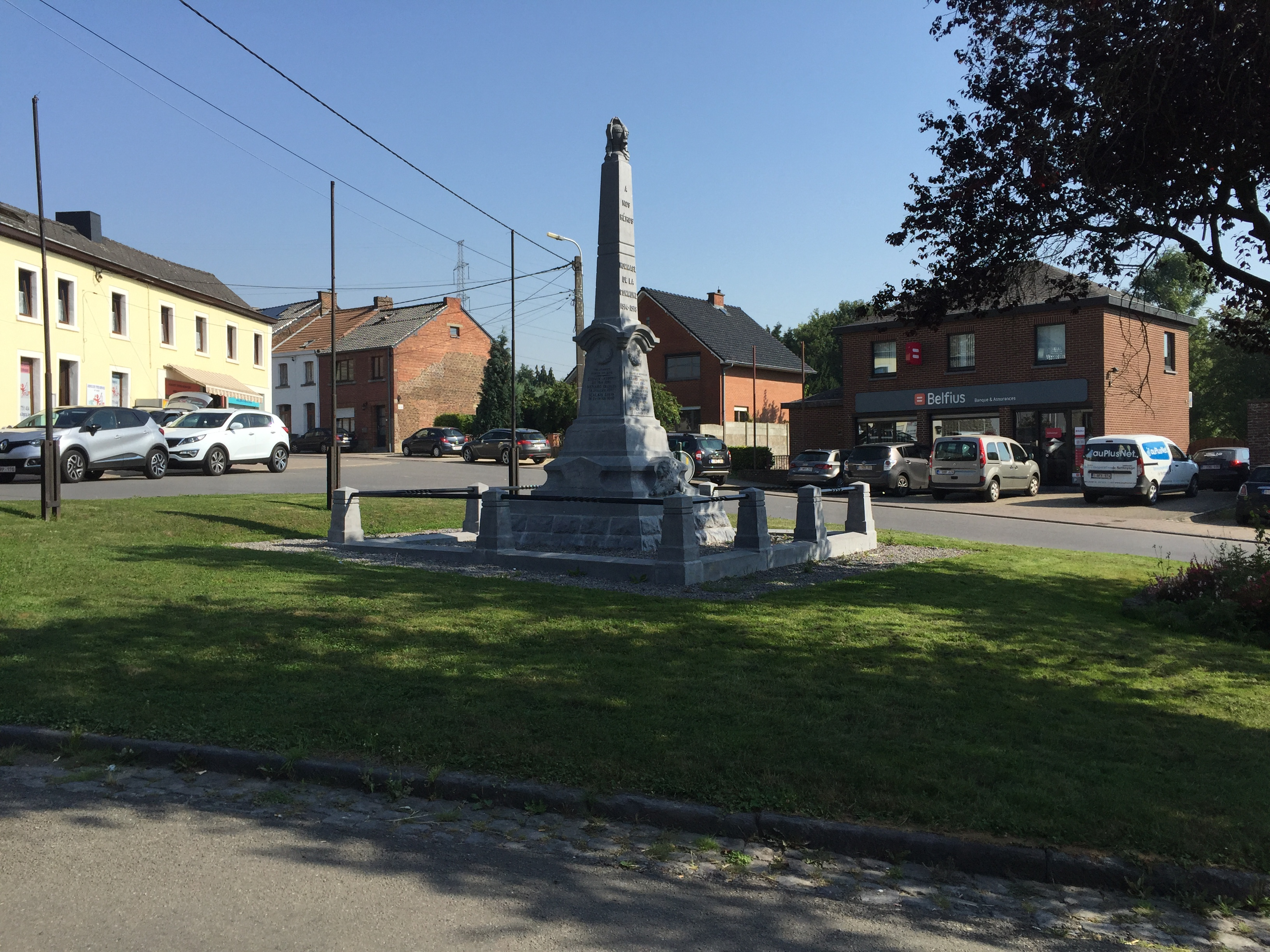
Place de Rhisnes.

Rhisnes fait partie de la Hesbaye occidentale. Le village se situe au nord-est de Namur dans la vallée de la rivière Houyoux, affluent de la Sambre. Son relief est accidenté, l'altitude variant de 130 à 190 m. Cette différence de niveau explique la présence d'un viaduc de l'autoroute de Wallonie.
Au niveau géologique, son sous-sol est constitué de dolomie, calcaires, grès et de schistes. On note la présence d'un conduit de paléokarst sur son territoire. Dans la vallée du Houyoux, le sous-sol est constitué d'alluvions.

### Lieux-dits
- Arthey.
- La Falize.

## Évolution démographique
- Source: DGS, 1831 à 1970=recensements population, 1976= habitants au 31 décembre

## Histoire
Au Moyen Âge, Rhisnes a fait partie du comté de Namur. La paroisse de Rhisnes est attestée depuis le XIIIe siècle et comportait deux chapelles à Arthey et Falize.

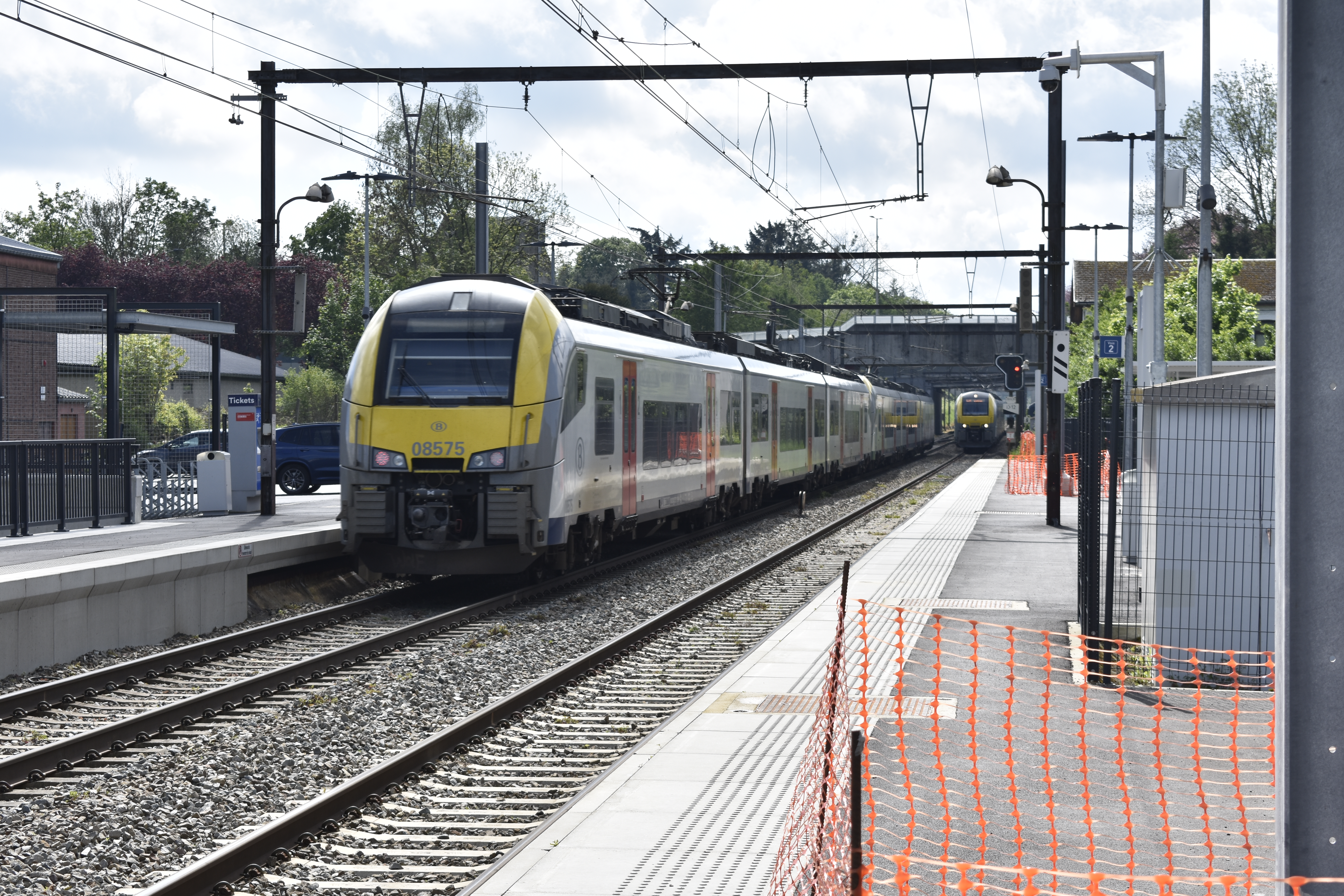
Gare de Rhisnes.

En 1626, la seigneurie hautaine d’Arthey est érigée en seigneurie avec droit de basse, moyenne et haute justice.
En 1755, la seigneurie hautaine de Rhisnes était engagée à la comtesse de Glymes.
Au début du XIXe siècle, la famille noble de Mévius, originaire de Poméranie (Allemagne), s'installe au château d'Arthey.
Au XIXe siècle, le village de Rhisnes voit l'arrivée du chemin de fer. La « station de Rhisnes » est mise en service le 9 octobre 1855 par la Grande compagnie du Luxembourg.
Pendant la Première Guerre mondiale, les Allemands bombardent le fort de Rhisnes qui est contraint à la reddition en août 1914. Au cours du conflit, les Allemands déportent 86 rhisnois à Güben en Allemagne.
Au cours de la Seconde Guerre mondiale, Rhisnes est libéré le 4 septembre 1944 par la 3e division blindée américaine « Spearhead ».   

## Liste des bourgmestres de 1830 à 1977
- Gustave Artoisenet, bourgmestre et industriel ( -1878).

## Patrimoine et culture

### Patrimoine architectural
- Église Saint-Didier, de style néo-roman dont la construction date de 1841, le clocher a été reconstruit en 1948[4].
- Château d'Arthey, de style classique datant du XVIIe siècle et agrandi vers l'est auXVIIIe siècle. Ancien siège d'une seigneurie hautaine engagés à Robert de Goblet vers 1626 seigneur de Reux[5].
- Moulin d'Arthey.
- Fort de Suarlée, construit à la fin du XIXe siècle.
- Château-ferme de La Falize, ensemble fortifié anciennement siège d’une seigneurie hautaine[6].
- Chapelle Notre-Dame de la Liesse, construite en 1748.

## Économie
Au nord-est de Rhisnes, on a extrait dans le passé du calcaire frasnien dans une carrière à ciel ouvert et du marbre noir de Golzinne (frasnien) en sous-sol. Une exploitation de grès (Carrières Gilles) subsiste dans laquelle des dalles de sol sont encore produites de même que des mœllons appareillés.

### Transport
- Gare de Rhisnes.
- Autoroute de Wallonie : un viaduc enjambe la vallée du Houyoux à Rhisnes.

## Sports et vie associative

### Sports
- Football : Royal Football Club Rhisnois.
- Tennis de table : TT Rhisnes.
- Plongée : Centre de plongée de Rhisnes.

## Personnalités
- Nafissatou Thiam, double championne du monde et triple championne olympique de l'heptathlon (athlétisme).
- David de Mévius, sénateur.
- Grégoire de Mévius : pilote de rallye.